# Uniwersytet Rockefellera
Uniwersytet Rockefellera (ang. Rockefeller University) – prywatny uniwersytet założony w 1901 roku (jako Instytut Badań Medycznych Rockefellera) przez Johna D. Rockefellera. 
Siedziba uczelni znajduje się w Nowym Jorku. Działalność naukowa i dydaktyczna uniwersytetu skupia się przede wszystkim na badaniach medycznych. 23 laureatów Nagrody Nobla było związanych z uczelnią.